# Sobór laterański I
Sobór laterański I – IX sobór powszechny Kościoła katolickiego, pierwszy w historii, na którym zabrakło przedstawicieli kościołów wschodnich – całkowicie zachodni (zwołany na Zachodzie).

## Przyczyny zwołania zgromadzenia
Sobór laterański I miał za zadanie kontynuację reformy zapoczątkowanej przez Grzegorza VII. Głównymi tematami, jakimi miał on się zająć były: symonia, nieprzestrzeganie „celibatu”, problemy z tego wynikające oraz kłopoty związane z dziedziczeniem dóbr kościelnych jak i z inwestyturą, czyli mianowaniem duchownych, zwłaszcza biskupów i opatów przez władców świeckich. Papież Kalikst II doszedł w tej sprawie 23 września 1122 do porozumienia z cesarzem Henrykiem V. Był to tak zwany konkordat wormacki. Celem zatwierdzenia ich porozumienia zwołano w roku 1123 sobór generalny, w którym uczestniczyło około 300 biskupów, ponad 300 opatów i innych reprezentantów kleru z całej Europy. Sobór ten rozpoczął się 18 marca i trwał do 6 kwietnia tegoż roku. Trudno ustalić, kiedy uznano to zgromadzenie za sobór powszechny. Sobór odbywał się w Rzymie, w pałacu na Lateranie przyległym do bazyliki Świętego Jana na Lateranie, dlatego też sobór zwany jest laterańskim.
Duże znaczenie dla pierwszego soboru laterańskiego  miała poprzedzająca go cała seria synodów rzymskich zwoływanych od 1059 roku, które za czasów Grzegorza VII przybrały formę tak zwanych synodów postnych (od 1074 zwoływano je na początku wielkiego postu). Znaczenie dla soboru miały również synody zwoływane wówczas na terenie dzisiejszej północnej Italii oraz południowej Francji. Po soborze zaś zwołano cały szereg synodów regionalnych, których zadaniem było wprowadzenie uchwał soborowych w życie konkretnych kościołów lokalnych.
Nie zachował się autentyczny zbiór kanonów ustalonych na soborze. Najpopularniejsze jednak opracowania tegoż soboru, to wydania Alberiego, Mansiego (najpełniejszego i klasycznie używanego w Kościele) oraz Pertza. Niektóre źródła wspominają o relacji opata Sugera z Saint Denis.

## Postanowienia soboru
Na soborze zatwierdzono rzeczone porozumienie między Kalikstem II i Henrykiem V (konkordat wormacki) oraz uchwalono kanony dyscyplinarne reformy Kościoła w liczbie 22. Postanowienia soboru były następujące:
I.	Bezwzględny zakaz wyświęcania na kapłanów, albo wynoszenia na wyższe stanowiska kogokolwiek za pieniądze (symonia).
II.	Zakaz przyjmowania do Wspólnoty Kościoła przez biskupa osób ekskomunikowanych przez innego biskupa.
III.	Zakaz konsekracji biskupów wybranych niekanonicznie (inwestytura).
IV.	Rozporządzenie wedle którego w zakresie sądu i władzy biskupa ma pozostawać troska o dusze i cały zarząd dobrami kościelnymi (inwestytura).
V.	Unieważnienie święceń udzielonych przez herezjarchę Burdina (antypapieża Grzegorza VIII) oraz święceń udzielonych przez pseudobiskupów, których on wyświęcił.
VI.	Zasada wedle której tylko prezbiter może zostać proboszczem, archiprezbiterem i dziekanem, a diakon – archidiakonem.
VII.	Całkowity zakaz obejmujący prezbiterów, diakonów i subdiakonów dotyczący pożycia z konkubinami i żonami oraz zamieszkiwania z innymi kobietami, z wyjątkiem tych, z którymi, jedynie ze względu na konieczność, pozwolił mieszkać sobór nicejski (celibat).
VIII.	Zakaz zarządzania dobrami kościelnymi przez świeckich, nadto nakaz zarządzania rzeczonymi dobrami przez biskupa (inwestytura).
IX.	Zakaz zawierania związków małżeńskich między krewnymi (kazirodztwo).
X.	Obwieszczenie w którym pielgrzymującym w Hiszpanii i Jerozolimie odpuszcza się grzechy, a Kościół bierze pod opiekę ich domy, rodziny i wszystkie dobra; dalej zakaz trwonienia ich majątków; dalej zakaz dezercji tych którzy przywdziali już „płaszcze z krzyżem”.
XI.	Zniesienie obyczaju wedle którego dobra zmarłych Portykanów (prawdopodobnie mieszkańcy „Leonianae civitatis”, gdzie był portyk Świętego Piotra) pozostawiających swój majątek bez spadkobierców, aby tenże majątek przejmować wbrew zamysłowi zmarłego; dalej zapis dla Portykanów nakazujący im wierność i posłuszeństwo Kościołowi.
XII.	Zakaz zbierania przez świeckich ofiar złożonych na ołtarzach i krzyżach wszystkich kościołów; dalej zakaz fortyfikowania i poddawania pod swoje panowanie kościołów przez świeckich.
XIII.	Zakaz fałszowania pieniędzy i wpuszczania ich w obieg.
XIV.	Zakaz nękania opłatami, napadania i rabowania pielgrzymów.
XV.	Potwierdzenie wszystkich postanowień poprzedników, biskupów rzymskich, dotyczące pokoju, rozejmu bożego (zakazu prowadzenia wojen w dni świąteczne) w sprawie pożarów oraz bezpieczeństwa dróg publicznych.
XVI.	Nakaz podległości mnichów wobec biskupów, dalej zakaz odprawiania publicznie Mszy Świętych, nawiedzania chorych, udzielania im sakramentu namaszczenia oraz pokuty, udzielania publicznych pokut.
XVII.	Zakaz napadania i trzymania siłą Benevento, miasta świętego Piotra (miasto położone na wschód od Neapolu we Włoszech, biskupstwo od I wieku, metropolia od 969 roku, w 1047 zdobyte przez Normandów i w 1052 powierzone papieżowi Leonowi IX).
XVIII.	Nakaz ustanawiania prezbiterów przez biskupów, dalej zakaz przyjmowania dziesięcin i kościołów od osób świeckich (inwestytura).
XIX.	Wyrażenie zgody na zobowiązania, które klasztory albo ich kościoły uczyniły od czasów papieża Grzegorza VII, dalej całkowity zakaz wchodzenia w posiadanie dóbr kościelnych lub biskupich przez opatów lub mnichów na trzydzieści lat.
XX.	Orzeczenie zapewniające kościołowi, to jest zarówno ludziom, jak i posiadłościom, to znaczy duchownym, mnichom wraz z braćmi zakonnymi, wędrownym kaznodziejom oraz ich dobytkowi, bezpieczeństwa i spokoju od nękania.
XXI.	Zakaz posiadania konkubin oraz zawierania związków małżeńskich przez prezbiterów, diakonów, subdiakonów i mnichów (celibat).
XXII.	Unieważnienie niesprawiedliwie oddanych własności kościelnych.